# Previš (Czarnogóra)
Previš (cyr. Превиш) – wieś w Czarnogórze, w gminie Šavnik. W 2011 roku liczyła 53 mieszkańców.